# André Dacier
Pour les articles homonymes, voir Dacier.
André Dacier, né le 6 avril 1651 et mort le 18 septembre 1722, est un homme de lettres français, philologue et traducteur du tournant des XVIIe et XVIIIe siècles.

## Biographie
Né le 6 avril 1651 à Castres, André Dacier est le fils d’un avocat protestant au Parlement de Toulouse. Il étudie à l’Académie de Saumur sous Tanneguy Le Fèvre, et a pour compagne d'études la fille de ce savant, Anne ; il ne tarde pas à s'éprendre de sa condisciple et l’épouse en 1683. Tous deux abjurent le protestantisme dans lequel ils avaient été élevés en 1685.
André Dacier est mis par Montausier au nombre des savants chargés de commenter les auteurs anciens pour l’usage du Dauphin. Il obtient ensuite la place de garde des livres du Cabinet du Roi, puis est reçu en 1695 à l’Académie des inscriptions, et peu après à l’Académie française, où il remplace François Harlay de Champvallon, le 29 décembre 1695. Le 9 novembre 1713, après la mort de François-Séraphin Régnier-Desmarais, il le remplace au poste de secrétaire perpétuel de l'Académie. Ainsi, c'est lui qui est chargé d'accueillir Louis XV, lors de sa visite de l'Académie, le 22 juillet 1719.
Il soutient sa femme lors du réveil de la querelle des Anciens et des Modernes provoqué par la publication par Houdar de la Motte d’une version abrégée et modifiée de sa traduction de L'Iliade et à laquelle elle répliqua avec son ouvrage intitulé Des Causes de la corruption du goût. André Dacier meurt finalement le 18 septembre 1722 à Paris.

## Traductions
André Dacier a traduit et édité un très grand nombre d’œuvres d’auteurs grecs et latins, parmi lesquels Homère, Platon, Aristote, Xénophon, Sophocle, Hippocrate, Hiéroclès d’Alexandrie, Épictète, Plutarque, Horace, Marc Aurèle, Anastase le Sinaïte, Sextus Pompeius Festus et Marcus Verrius Flaccus.

## Publications
- Poétique d’Aristote (1692)
- La Vie de Pythagore, ses symboles, ses vers dorez et la vie d’Hiéroclès (1706) (Volume 1 et Volume 2)
- Œuvres d'Horace traduites et commentée en François (1622)